# Заря (Калининградская область)
Заря (до 1938 — Гросс Верзменингкен (нем. Groß Wersmeningken), до 1947 — Гроссштангенвальд (нем. Großstangenwald)) — посёлок в Черняховском районе Калининградской области. Входил в состав Свободненского сельского поселения.

## История
Поселок назывался Гросс Версменингкен до 1938. При Гитлере был переименован в Гросс Штангенвальд в рамках кампании по ликвидации в Третьем Рейхе топонимики древнепрусского («литовского») происхождения.  В 1946 году получил название Заря.

## Население
| 1910 | 1933 | 1939 | 2002 | 2010 |
| ---- | ---- | ---- | ---- | ---- |
| 230  | ↗249 | ↘222 | ↘13  | ↗14  |